# Universidad de Matanzas
La Universidad de Matanzas "Camilo Cienfuegos", UMCC es una universidad ubicada en Matanzas, Cuba. Fue fundada el 9 de mayo de 1972 y está compuesta por seis facultades.

## Facultades
La UMCC posee seis facultades:
- Facultad de Agronomía

- Facultad de Ciencias Sociales y Humanidades

- Facultad de Educación Física

- Facultad de Ingeniería

- Facultad de Ciencias Empresariales

- Facultad de Ciencias Pedagógicas